# Ан-Нагда (Ель-Бураймі)
«Ан-Нагда» — оманський футбольний клуб, що базується в місті Ель-Бураймі і виступає в Оманській професіональній лізі.

## Історія
Заснований у 2003 році футбольний клуб «Аль-Нагда» був включений до складу Оманської ліги. За підсумками дебютного сезону команда посіла восьме місце. В наступному чемпіонаті клуб став четвертим. У 2006 році «Ан-Нагда» взяла участь в Арабській лізі чемпіонів і програла обидва матчі лівійському «Аль-Іттіхаду» в рамках першого раунду. 
У 2007 році команда вперше стала чемпіоном Оману, цей успіх дозволив їй кваліфікуватися в груповий етап Кубка АФК 2008. «Ан-Нагда» виграла свою групу, здолала в чвертьфіналі сінгапурський «Ворріорз», але поступилася в півфіналі бахрейнському «Аль-Мухарраку» лише через меншу кількість забитих голів на чужому полі.
За підсумками чемпіонату 2008/09 «Ан-Нагда» вдруге виграла Оманську лігу. В Кубку АФК 2010 команда програла всі свої шість матчів у групі.
Третій чемпіонський титул в сезоні 2013/14 забезпечив «Ан-Нахді» путівку в кваліфікацію Ліги чемпіонів АФК 2015. У поєдинку другого кваліфікаційного раунду проти катарського «Аль-Джаїша» вона лідирувала після м'яча на 4-й хвилині, але пропустила у кінці матчу два голи і покинула турнір. Команда вирушила до групового етапу Кубка АФК 2015, який не змогла подолати. 
На Кубку Азії 2015 в Австралії збірну Оману представляли гравці «Ан-Нахди»: захисник Алі аль-Бусаїді, нападник Саїд аль-Рузаїкіи і резервний воротар Сулейман аль-Бураїкі.

## Досягнення
Чемпіонат Оману
- Чемпіон Оману (4): 2006/07, 2008/09, 2013/14, 2022/23
- Віцечемпіон Оману (4): 2005/06, 2021/22, 2023/24, 2024/25

Кубок Оману
- Володар Кубка Оману (2): 2023
- Фіналіст Кубка Оману (4): 2008, 2012, 2013, 2024

Кубок оманської ліги
- Володар Кубка оманської ліги (1): 2016/17

Суперкубок Оману
- Володар Суперкубка Оману (2): 2009, 2014